# Ernest Waddell
Ernest Waddell (New York, 22 juli 1986) is een Amerikaans acteur.

## Biografie
Waddell werd geboren in New York, maar groeide op in Bowie (Maryland). Tijdens zijn studietijd ontwikkelde hij interesse in acteren en doorliep een zomerprogramma aan de Oxford School of Drama in Wootton (Verenigd Koninkrijk), en studeerde daarna af aan de New York-universiteit in New York.
Waddell begon in 2003 met acteren in de film Season of Youth, waarna hij nog meerdere rollen speelde in films en televisieseries. Zo speelde hij in As the World Turns (2005), One Tree Hill (2006-2008) en Law & Order: Special Victims Unit (2004-2021).

## Filmografie

### Films
Uitgezonderd korte films.
- 2019 Honest Cheat - als danser op feest
- 2016 After Adderall - als speelster The Catan
- 2016 Happy Baby - als politieagent
- 2012 About Cherry – als Vaughn
- 2011 Mother Country – als Clark
- 2006 Kiss Me Again – als student
- 2005 Rock the Paint – als protesterende student
- 2004 Townies – als Brad

### Televisieseries
Uitgezonderd eenmalige gastrollen.
- 2022 Bosch: Legacy - als beveiliger - 2 afl.
- 2003 – 2021 Law & Order: Special Victims Unit – als Ken Randall – 11 afl.
- 2009 Buppies – als Shaka – 4 afl.
- 2006 – 2008 One Tree Hill – als Derek Sommers – 6 afl.
- 2006 The Bedford Diaries – als Lee Hemingway – 8 afl.
- 2005 As the World Turns – als Curtis Harris – 9 afl.
- 2003 – 2004 The Wire – als Dante - 9 afl.